# Irmandades ortodoxas
Irmandades ortodoxas (em russo:  Правослáвные брáтства; em ucraniano:  Церковні братства; em inglês:  Orthodox brotherhood) eram as uniões de cidadãos ortodoxos ou irmãos leigos afiliados a igrejas individuais nas cidades em toda a parte rutena da Comunidade polonesa-lituana, como Lviv, Wilno, Lutsk, Vitebsk, Minsk e Kiev. A sua estrutura assemelhava-se à das confrarias e guildas comerciais medievais ocidentais.

## Breve história

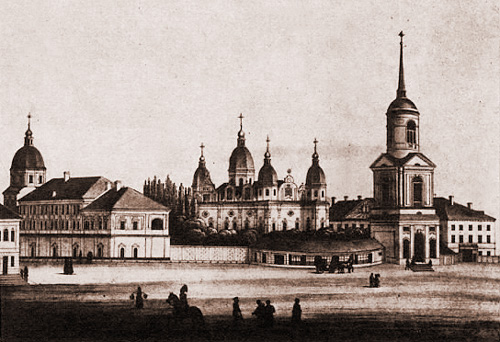
O complexo da Irmandade de Kiev incluía o Mosteiro da Irmandade e a sua escola religiosa (mais tarde Academia Moguila de Kiev)

As irmandades ortodoxas, documentadas pela primeira vez em 1463 (Irmandade da Dormição de Lviv), foram consolidadas após a União de Brest (1596) para se opor à conversão dos cristãos ortodoxos às Igrejas Católicas Orientais, à Contra-Reforma e a ambas e polonização. As irmandades tentaram resistir à atividade missionária católica apoiada pelo Estado, publicando livros na escrita cirílica e financiando uma rede de escolas ortodoxas que ofereciam educação tanto no antigo eslavo eclesiástico quanto na língua rutena. A famosa Academia Moguila de Kiev cresceu em uma dessas escolas sob a égide do Mosteiro da Fraternidade em Kiev. A Igreja da Dormição, em Lviv, foi financiada pela irmandade de mesmo nome; seus membros também apoiaram os levantes cossacos no leste da Ucrânia. A poderosa família Ostrogski forneceu apoio político para suas atividades.
A atividade das fraternidades ortodoxas ajudou a preservar a cultura nacional da Ucrânia e da Bielorrússia durante a era da Contra-Reforma. A maioria foi fechada no decorrer do século XVIII, quando o proselitismo greco-católico foi proibido pela Casa de Romanov. Alguns foram revividos no final do século XIX, a fim de conter a "propaganda ateísta" dos niilistas.  A Irmandade dos Santos Cirilo e Metódio promoveu a consciência nacional, ajudando os ucranianos da Rússia Imperial a descobrir sua identidade nacional. A Irmandade de Ostrog foi reinstituída pela Condessa Bludova, uma ardente admiradora da família Ostrogski. Imigrantes ortodoxos nos Estados Unidos formaram irmandades para apoiar as atividades eclesiásticas.

## Irmandades na Rússia contemporânea

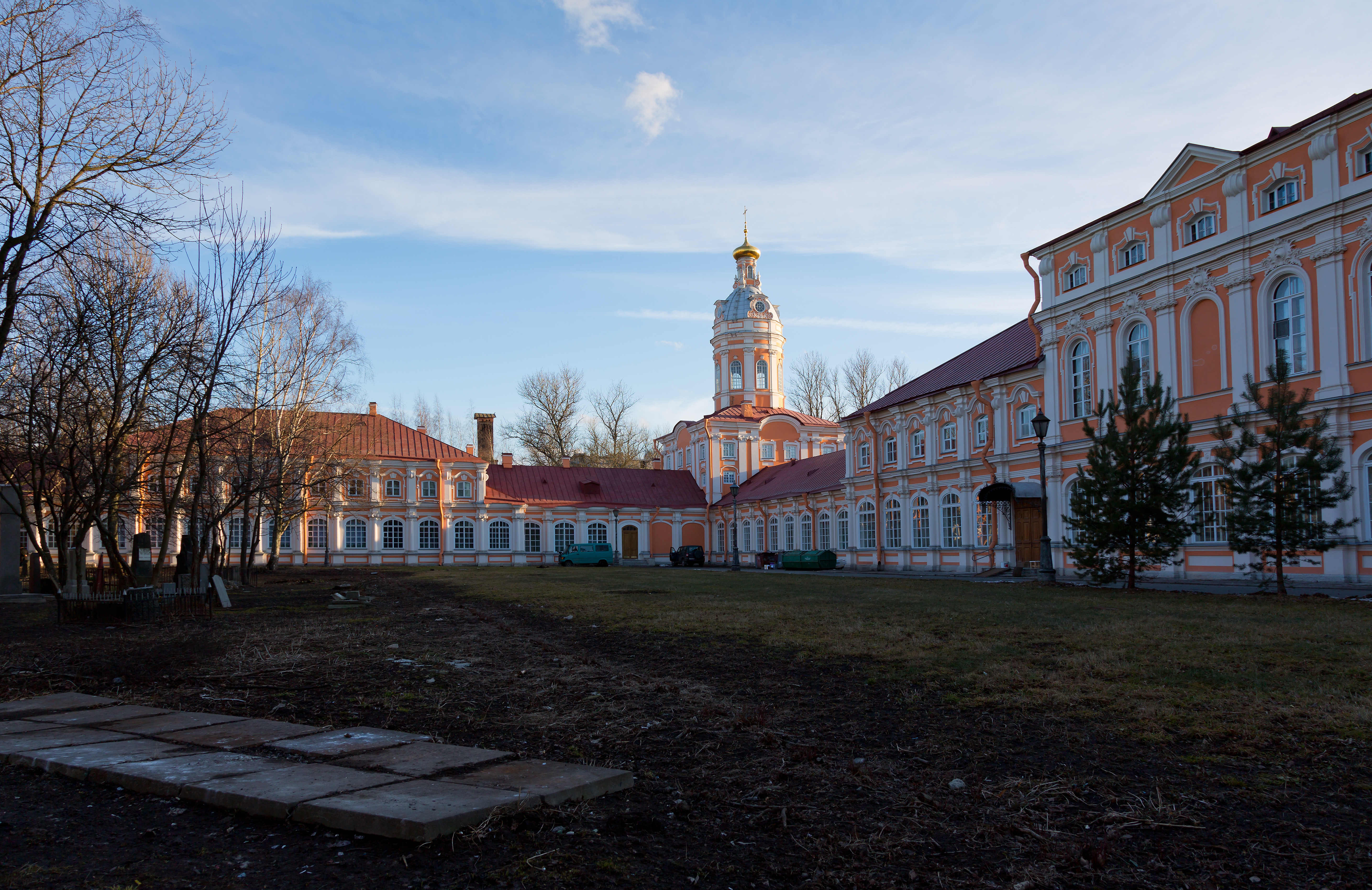
Lavra da Irmandade de Alexandre Nevski em São Petersburgo.

Após o Concílio da Igreja Ortodoxa Russa de 1988, as uniões paroquiais e diocesanas de leigos e clérigos começaram a ser reavivadas, com o objetivo de reavivar a vida paroquial, restaurar igrejas e mosteiros, publicar, educar espiritualmente e realizar trabalhos de caridade. Com a bênção do Patriarca Aleixo II, em 1990, surgiu a União das Irmandades Ortodoxas, que compreendia cerca de 50 associações, cujo número cresceu rapidamente. O primeiro presidente da União das Irmandades Ortodoxas foi o hegúmeno João Ekonomtsev. As irmandades faziam caridade e realizavam ações em apoio à Igreja Sérvia e à Ortodoxia na Ucrânia. A União iniciou a canonização do Imperador Nicolau II e de sua família. Por iniciativa dos padres de Moscou, foram abertos cursos de teologia e catequese na União, que em 1992 foram transformados na Universidade Ortodoxa de Humanidades de São Tikhon.
No Concílio Episcopal em 1994, o Patriarca observou o retrocesso das fraternidades ortodoxas tanto no conservadorismo radical quanto em uma abordagem excessivamente reformista dos princípios da organização da vida eclesiástica e o fator negativo em sua comercialização. Após esse Concílio, o controle dos hierarcas governantes sobre as várias associações ortodoxas foi reforçado e seu número diminuiu significativamente.